# Discografie van Kinderen voor Kinderen
Hieronder volgt de discografie van het Nederlandse koor Kinderen voor Kinderen, met name de albums, nummers met een notering in een hitlijst, Top 2000-noteringen en muziekdvd's.

## Albums
| Album                                                                                | Verschijnen       | Label        | Hitlijsten | Hitlijsten | Hitlijsten | Hitlijsten | Opmerkingen                              |
| Album                                                                                | Verschijnen       | Label        | BE (VL)    | BE (VL)    | NL1        | NL1        | Opmerkingen                              |
| Album                                                                                | Verschijnen       | Label        | Piek       | Weken      | Piek       | Weken      | Opmerkingen                              |
| ------------------------------------------------------------------------------------ | ----------------- | ------------ | ---------- | ---------- | ---------- | ---------- | ---------------------------------------- |
| Kinderen voor Kinderen                                                               | 1980              | VARAgram     | —          | —          | 1 (9 wkn)  | 22         | Studioalbum                              |
| Kinderen voor Kinderen 2                                                             | 18 november 1981  | VARAgram     | —          | —          | 1 (2 wkn)  | 28         | Studioalbum                              |
| Kinderen voor Kinderen 3                                                             | 5 november 1982   | VARAgram     | —          | —          | 1 (3 wkn)  | 18         | Studioalbum / Platina in Nederland       |
| Kinderen voor Kinderen 4                                                             | 28 oktober 1983   | VARAgram     | —          | —          | 1 (4 wkn)  | 24         | Studioalbum                              |
| Kinderen voor Kinderen 5                                                             | 2 november 1984   | VARAgram     | —          | —          | 1 (4 wkn)  | 17         | Studioalbum / Platina in Nederland       |
| Kinderen voor Kinderen 6                                                             | 25 oktober 1985   | VARAgram     | —          | —          | 3          | 18         | Studioalbum                              |
| Kinderen voor Kinderen 7                                                             | 7 november 1986   | VARAgram     | —          | —          | 1 (3 wkn)  | 25         | Studioalbum / Platina in Nederland       |
| Kinderen voor Kinderen 8                                                             | 6 november 1987   | VARAgram     | —          | —          | 1 (2 wkn)  | 16         | Studioalbum / Platina in Nederland       |
| Kinderen voor Kinderen 9                                                             | 18 november 1988  | VARAgram     | —          | —          | 3          | 10         | Studioalbum                              |
| Kinderen voor Kinderen 10                                                            | 17 november 1989  | VARAgram     | —          | —          | 1 (2 wkn)  | 13         | Studioalbum                              |
| Het beste uit...                                                                     | 1990              | VARAgram     | —          | —          | 29         | 9          | Verzamelalbum                            |
| Kinderen voor Kinderen 11                                                            | 26 oktober 1990   | VARAgram     | —          | —          | 3          | 19         | Studioalbum / Platina in Nederland       |
| Kinderen voor Kinderen 12                                                            | 18 oktober 1991   | VARAgram     | —          | —          | 4          | 19         | Studioalbum / Platina in Nederland       |
| Kinderen voor Kinderen 13                                                            | 16 oktober 1992   | VARAgram     | —          | —          | 1 (1 wk)   | 23         | Studioalbum / Platina in Nederland       |
| Kinderen voor Kinderen 14                                                            | 1 oktober 1993    | VARAgram     | —          | —          | 1 (2 wkn)  | 20         | Studioalbum / Goud in Nederland          |
| De allerbeste!                                                                       | 1994              | VARAgram     | —          | —          | 10         | 25         | Verzamelalbum / Goud in Nederland        |
| Kinderen voor Kinderen 15                                                            | 7 oktober 1994    | VARAgram     | —          | —          | 10         | 17         | Studioalbum / Goud in Nederland          |
| Kinderen voor Kinderen 16                                                            | 29 september 1995 | VARAgram     | —          | —          | 7          | 20         | Studioalbum / Goud in Nederland          |
| Kinderen voor Kinderen 17                                                            | 4 oktober 1996    | VARAgram     | —          | —          | 17         | 16         | Studioalbum                              |
| Kinderen voor Kinderen 18                                                            | 31 oktober 1997   | VARAgram     | —          | —          | 11         | 14         | Studioalbum                              |
| Kinderen voor Kinderen 19                                                            | 30 oktober 1998   | VARAgram     | —          | —          | 7          | 18         | Studioalbum / Goud in Nederland          |
| Kinderen voor Kinderen 20                                                            | 18 oktober 1999   | VARAgram     | —          | —          | 23         | 14         | Studioalbum                              |
| Kinderen voor Kinderen 21                                                            | 13 oktober 2000   | VARAgram     | —          | —          | 16         | 15         | Studioalbum                              |
| Kinderen voor Kinderen 22                                                            | 16 november 2001  | VARAgram     | —          | —          | 29         | 5          | Studioalbum                              |
| Kinderen voor Kinderen 23                                                            | 15 november 2002  | VARA         | —          | —          | 21         | 9          | Studioalbum                              |
| Kinderen voor Kinderen 24                                                            | 14 november 2003  | VARA         | —          | —          | 15         | 18         | Studioalbum                              |
| Kinderen voor Kinderen 25                                                            | 22 oktober 2004   | VARA         | —          | —          | 14         | 17         | Studioalbum                              |
| 2005 (Deel 26)                                                                       | 28 oktober 2005   | VARA         | —          | —          | 28         | 12         | Studioalbum                              |
| De coolste dj - 27                                                                   | 20 oktober 2006   | VARA         | —          | —          | 25         | 16         | Studioalbum                              |
| Alle liedjes van 1980 t/m 2006 (het complete overzicht deel 1-27)                    | 21 september 2007 | VARA / Disky | —          | —          | 9          | 1          | Verzamelalbum                            |
| De gamer - 28                                                                        | 19 oktober 2007   | VARA         | —          | —          | 27         | 9          | Studioalbum                              |
| Buiten spelen - 29                                                                   | 10 oktober 2008   | VARA         | —          | —          | 18         | 17         | Studioalbum                              |
| Lachen is gezond - 30                                                                | 11 september 2009 | VARA         | —          | —          | 14         | 15         | Studioalbum                              |
| 30 jaar                                                                              | 6 november 2009   | VARA         | —          | —          | 52         | 3          | Verzamelalbum                            |
| Hé jullie! - 31                                                                      | 15 november 2010  | VARA         | —          | —          | 23         | 8          | Studioalbum                              |
| Zo bijzonder! - 32                                                                   | 28 november 2011  | VARA         | —          | —          | 11         | 19         | Studioalbum                              |
| Hallo wereld - 33                                                                    | 2 oktober 2012    | VARA         | —          | —          | 1 (1 wk)   | 42         | Studioalbum / Platina in Nederland       |
| Klaar voor de start - 34                                                             | 4 oktober 2013    | VARA         | —          | —          | 1 (5 wkn)  | 52         | Studioalbum / Platina in Nederland       |
| De allergrootste hits van Kinderen voor Kinderen - Waanzinnig gedroomd               | 11 april 2014     | VARA         | 52         | 36         | 1 (1 wkn)  | 93         | Verzamelalbum                            |
| Feest - 35                                                                           | 19 september 2014 | VARA         | —          | —          | 2          | 60         | Studioalbum / Platina in Nederland       |
| Raar maar waar - 36                                                                  | 18 september 2015 | VARA         | 153        | 5          | 1 (1 wk)   | 52         | Studioalbum / Platina in Nederland       |
| De allergrootste hits van Kinderen voor Kinderen - Waanzinnig gedroomd - Editie 2016 | 22 april 2016     | VARA         | 63         | 54         | 10         | 49         | Verzamelalbum                            |
| Voor altijd jong! - 37                                                               | 23 september 2016 | VARA         | 77         | 20         | 1 (1 wk)   | 78         | Studioalbum / Dubbelplatina in Nederland |
| Gruwelijk eng - 38                                                                   | 22 september 2017 | VARA         | 73         | 16         | 1 (1 wk)   | 70         | Studioalbum / Platina in Nederland       |
| Kom erbij! - 39                                                                      | 21 september 2018 | BNNVARA      | 79         | 14         | 2          | 61         | Studioalbum / Platina in Nederland       |
| Reis mee! - 40                                                                       | 20 september 2019 | BNNVARA      | 49         | 11         | 2          | 46         | Studioalbum / Platina in Nederland       |
| En toen? - 41                                                                        | 25 september 2020 | BNNVARA      | 69         | 4          | 3          | 39         | Studioalbum / Goud in Nederland          |
| Worden wat je wil - 42                                                               | 24 september 2021 | BNNVARA      | —          | —          | 2          | 24         | Studioalbum / Goud in Nederland          |
| Gi-ga-groen - 43                                                                     | 28 oktober 2022   | BNNVARA      | 88         | 1          | 4          | 17         | Studioalbum / Goud in Nederland          |
| Bij mij thuis - 44                                                                   | 22 september 2023 | BNNVARA      | —          | —          | 11         | 11         | Studioalbum                              |

## Nummers met notering(en) in een hitlijst
| Lied                                                  | Verschijnen       | Album                     | Hitlijsten | Hitlijsten | Hitlijsten  | Hitlijsten  | Hitlijsten    | Hitlijsten    | Opmerkingen                                           |
| Lied                                                  | Verschijnen       | Album                     | BE (VL)    | BE (VL)    | NL (Top 40) | NL (Top 40) | NL (Top 100)1 | NL (Top 100)1 | Opmerkingen                                           |
| Lied                                                  | Verschijnen       | Album                     | Piek       | Weken      | Piek        | Weken       | Piek          | Weken         | Opmerkingen                                           |
| ----------------------------------------------------- | ----------------- | ------------------------- | ---------- | ---------- | ----------- | ----------- | ------------- | ------------- | ----------------------------------------------------- |
| Ik heb zo waanzinnig gedroomd                         | 1980              | Kinderen voor Kinderen    | 22         | 4          | 7           | 9           | 8             | 10            |                                                       |
| Op een onbewoond eiland                               | 1981              | Kinderen voor Kinderen 2  | 39         | 1          | 33          | 3           | 16            | 7             |                                                       |
| Ha, ha, ha, je vader                                  | 1982              | Kinderen voor Kinderen 3  | —          | —          | tip5        | —           | 27            | 5             |                                                       |
| Meidengroep                                           | 1983              | Kinderen voor Kinderen 4  | —          | —          | 11          | 5           | 8             | 7             |                                                       |
| Als ik de baas zou zijn van het journaal              | 1984              | Kinderen voor Kinderen 5  | —          | —          | tip5        | —           | 27            | 5             |                                                       |
| Eeuwige kerst (met Anny Schilder en Het Goede Doel    | november 1984     | —                         | —          | —          | 12          | 5           | 5             | 4             |                                                       |
| Ik ben toch zeker Sinterklaas niet (met Edwin Rutten) | 1986              | Kinderen voor Kinderen 7  | —          | —          | 35          | 3           | 22            | 3             |                                                       |
| Moeders wil is wet                                    | 1987              | Kinderen voor Kinderen 8  | —          | —          | tip18       | —           | 51            | 4             |                                                       |
| Astronaut                                             | 1988              | Kinderen voor Kinderen 9  | —          | —          | —           | —           | 70            | 3             |                                                       |
| Zomaar...                                             | 1990              | Kinderen voor Kinderen 11 | —          | —          | —           | —           | 84            | 4             |                                                       |
| Vuur en vlam                                          | 1992              | Kinderen voor Kinderen 13 | —          | —          | tip9        | —           | 49            | 6             |                                                       |
| Voor Azië                                             | 14 januari 2005   | —                         | —          | —          | —           | —           | 41            | 2             |                                                       |
| Hallo wereld                                          | 1 september 2012  | Hallo wereld - 33         | —          | —          | 22          | 6           | 8             | 16            | Themanummer Kinderboekenweek 2012                     |
| Bewegen is gezond                                     | 19 april 2013     | Klaar voor de start - 34  | —          | —          | tip4        | —           | 5             | 6             | Themanummer Koningsspelen 2013 / Goud in Nederland    |
| Klaar voor de start                                   | 30 augustus 2013  | Klaar voor de start - 34  | —          | —          | tip5        | —           | 27            | 5             | Themanummer Kinderboekenweek 2013                     |
| Doe de Kanga                                          | 12 maart 2014     | Feest - 35                | —          | —          | —           | —           | 27            | 5             | Themanummer Koningsspelen 2014                        |
| Feest                                                 | 5 september 2014  | Feest - 35                | —          | —          | tip18       | —           | 89            | 3             | Themanummer Kinderboekenweek 2014                     |
| Energie!                                              | 27 maart 2015     | Raar maar waar - 36       | —          | —          | —           | —           | 52            | 2             | Themanummer Koningsspelen 2015                        |
| Raar maar waar                                        | 14 augustus 2015  | Raar maar waar - 36       | —          | —          | —           | —           | 64            | 3             | Themanummer Kinderboekenweek 2015                     |
| Hupsakee!                                             | 15 april 2016     | Voor altijd jong! - 37    | —          | —          | —           | —           | 50            | 2             | Themanummer Koningsspelen 2016 / Goud in Nederland    |
| Okido                                                 | 24 maart 2017     | Gruwelijk eng - 38        | —          | —          | —           | —           | 83            | 1             | Themanummer Koningsspelen 2017                        |
| Pasapas                                               | 15 maart 2019     | Reis mee! - 40            | —          | —          | tip6        | —           | 82            | 1             | Themanummer Koningsspelen 2019 / Goud in Nederland    |
| Zij aan zij                                           | 26 maart 2021     | Worden wat je wil - 42    | —          | —          | tip11       | —           | 48            | 2             | Themanummer Koningsspelen 2021                        |
| Worden wat je wil                                     | 10 september 2021 | Worden wat je wil - 42    | —          | —          | —           | —           | 45            | 6             | Themanummer Kinderboekenweek 2021                     |
| FitTop10                                              | 25 maart 2022     | Gi-ga-groen - 42          | —          | —          | tip8        | —           | 36            | 2             | Themanummer Koningsspelen 2022                        |
| Gi-ga-groen                                           | 9 september 2022  | Gi-ga-groen - 42          | —          | —          | tip10       | —           | 36            | 5             | Themanummer Kinderboekenweek 2022 / Goud in Nederland |
| ZiggZagg                                              | 17 maart 2023     | —                         | —          | —          | tip5        | —           | 27            | 3             | Themanummer Koningsspelen 2023                        |

## NPO Radio 2 Top 2000
| Nummer met noteringen in de NPO Radio 2 Top 2000 | '99  | '00 | '01  | '02  | '03  | '04  | '05  | '06  | '07  | '08  | '09  |
| ------------------------------------------------ | ---- | --- | ---- | ---- | ---- | ---- | ---- | ---- | ---- | ---- | ---- |
| Ik heb zo waanzinnig gedroomd                    | 1521 | -   | 1827 | 1614 | 1749 | 1633 | 1691 | 1299 | 1640 | 1557 | 1966 |

1. ↑  Een '-' betekent dat het nummer niet was genoteerd en een vetgedrukt getal geeft de hoogste notering aan.
2. ↑  Deze tabel is bijgewerkt tot en met de laatste editie (2024).

## Dvd's
| Dvd's met hitnoteringen in de DVD Top 30      | Datum van verschijnen' | Datum van binnenkomst | Hoogste positie | Aantal weken | Opmerkingen |
| --------------------------------------------- | ---------------------- | --------------------- | --------------- | ------------ | ----------- |
| Het beste van 25 jaar                         | 2005                   | 8 januari 2005        | 12              | 3            |             |
| Mega spektakel Arena 2008                     | 2008                   | 6 december 2008       | 14              | 9            |             |
| Lachen is gezond (Deel 30)                    | 2009                   | 12 december 2009      | 20              | 1            |             |
| 30 jaar Tv op Dvd                             | 2009                   | 12 december 2009      | 22              | 2            |             |
| Hé jullie!                                    | 2010                   | 4 december 2010       | 28              | 1            |             |
| Zo bijzonder! 32                              | 2012                   | 18 februari 2012      | 16              | 2            |             |
| Live in concert 2013 - Klaar voor de start 34 | 2013                   | 30 november 2013      | 3               | 24           |             |
| Live in concert 2014 - Feest 35               | 2014                   | 29 november 2014      | 2               | 51           |             |
| Live in concert 2015 - Raar maar waar 36      | 2015                   | 2 januari 2016        | 6               | 45           |             |